# Saudia Aerospace Engineering Industries
Saudia Aerospace Engineering Industries (SAEI) es la división de mantenimiento, reparación y revisión (MRO) de las aerolíneas SAUDIA con sede en Jeddah, Arabia Saudita en el Aeropuerto Internacional King Abdulaziz . Con más de 5,000 empleados de Operaciones Técnicas y 45 estaciones de mantenimiento en todo el mundo, brinda servicios de mantenimiento, reparación y revisión de aeronaves. SAEI posee un certificado de estación de reparación Parte 145 GACA, FAA y EASA. Es parte de Saudi Arabian Airlines . Su director general es Fahd Hamzh Cynndy, quien también es miembro de la junta ejecutiva de Saudi Ground Services (SGS).

## Certificación
SAEI tiene un GACA, FAA, EASA, IOSA, UAE GCAA, CAAP Filipinas, ISO-9001: 2008, Catar QCAA, Kuwait DGCA, las Islas Caimán CAACI, Bangladesh CAAB, KSA SAC, A2LA y GACA 147 para la Escuela de Capacitación Técnica . .

## Servicios ofrecidos
Mantenimiento de línea, lavado de motor EcoPower, mantenimiento ligero y pesado que incluye modificaciones / reparaciones importantes, cambio de motor, inspección de boroscopio, SSI, actualizaciones, renovación de cabina y tapizado de asientos y recuperación de aeronaves, reparación y reacondicionamiento de componentes y motores / APU, reparación del inversor de empuje, industrial Reparación de piezas, ingeniería, pruebas no destructivas , calibración de equipos y herramientas y análisis de fluidos, gestión técnica de flotas, incluida la selección de aeronaves / proveedores, integración de flotas, desarrollo / planificación de eventos de mantenimiento, MCC, capacitación técnica, cadena de suministro y logística y mantenimiento de GSE.

### Armazones de avión mantenidos
- Avión comercial:

Boeing 747 Classic, Boeing 747-400, Boeing 747-8, Boeing 777, Boeing 737, McDonnell Douglas MD-11F, Embraer ERJ170, familia Airbus A320, Airbus A330 y próximamente el Boeing 787 .
- Jets privados y comerciales:

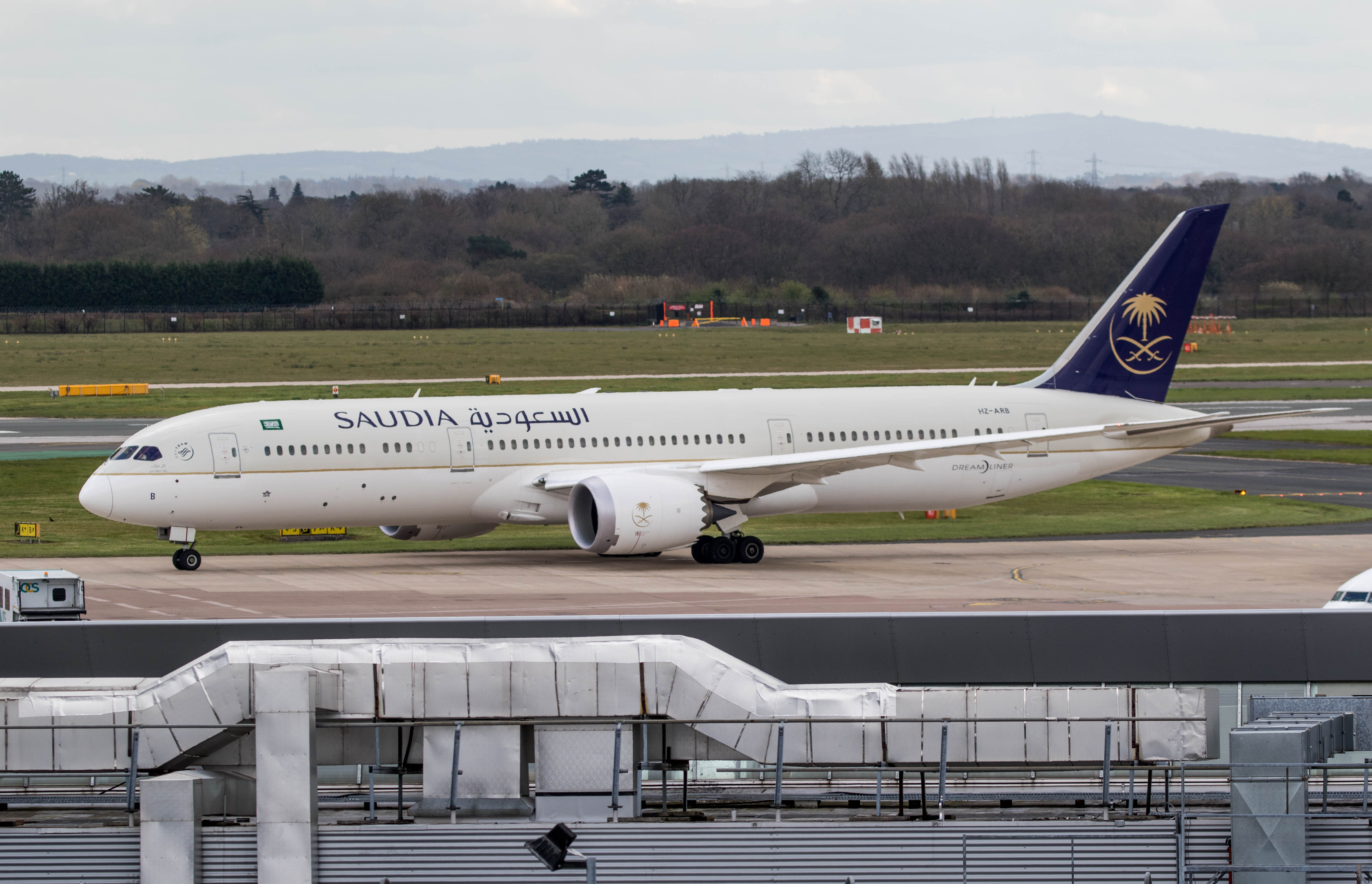
Saudia, Boeing 787-9 Dreamliner

Grumman Gulfstream II, Grumman Gulfstream III, Grumman Gulfstream IV, Dassault Falcon 900, Dassault Falcon 7X y Hawker 400XP ..

### Motores mantenidos
CF34, CFM56 y próximamente General Electric GE90 y GE115.

## Base principal
Aeropuerto Internacional Rey Abdulaziz - Jeddah, Arabia Saudita. Las ubicaciones de mantenimiento de la línea principal son:

### Arabia Saudita
1. Riad (RUH) - Aeropuerto Internacional Rey Khalid
2. Dammam (DMM) - Aeropuerto Internacional King Fahd
3. Medina (MED) - Aeropuerto Internacional Príncipe Mohammad bin Abdulaziz

### Regional
1. Dubái (DXB) - Aeropuerto Internacional de Dubái
2. El Cairo (CAI) - Aeropuerto Internacional de El Cairo

## Nueva instalación de mantenimiento
En 2013, SAEI inició la construcción de una nueva instalación de 10,764,000 pies cuadrados (1,000,000 m2) en el Aeropuerto Internacional King Abdulaziz en Jeddah, KSA . La nueva instalación alberga 12 hangares, una instalación de almacenamiento de última generación, un complejo de talleres y un nuevo centro de revisión de motores con una celda de prueba de 150K Lb / Thrust y se espera que emplee a más de 7500 técnicos e ingenieros para 2018.